# Lina Poletti
Cordula « Lina » Poletti, née à Ravenne le 27 août 1885 et morte à Sanremo le 12 décembre 1971, née Cordula Poletti, est une écrivaine et dramaturge féministe italienne. S'habillant souvent avec des vêtements pour hommes, elle est l'une des premières femmes en Italie à déclarer ouvertement son lesbianisme.

## Biographie
Cordula Poletti est la troisième des quatre filles de Rosina et Francesco Donati des artisans céramistes. Sa famille est aisée et possède une maison près de la Piazza del Popolo. Elle a étudié avec Giovanni Pascoli à l'Université de Bologne et a terminé ses études en 1907 avec une thèse sur la poésie de Giosuè Carducci. 
Sa liaison avec Sibilla Aleramo commence en avril 1908, lorsqu'elles se rendent compte qu'elles partagent les mêmes points de vue féministes et la même passion, après une rencontre lors du Premier Congrès National des Femmes (Il Primo Congresso Femminile Nazionale), à Rome. La relation, souvent instable, se termine après un an. Leurs discussions sont relatés dans les lettres et le journal de Sibilla Aleramo, qui est l'une des premières féministes italiennes. Les écrits d'Aleramo à Poletti sont, ces dernières années, étudiés en raison de leur ouverture d'esprit sur les relations entre personnes de même sexe. Alors qu'Aleramo est impliquée dans une relation avec Poletti, elle est également engagée dans une relation avec un homme, Giovanni Cena. Aleramo exprime dans ses lettres à Poletti qu'elle n'a jamais ressenti de culpabilité d'avoir deux amours en même temps. Poletti, pour sa part, écrit à Giovanni que cette double relation passionnée menace la santé psychique de Sibilla.
En 1909, Poletti rencontre et entame une liaison avec Eleonora Duse, une célèbre comédienne,. Elles emménagent ensemble dans une maison située à Florence. D'après certains écrits, leur histoire semble passionnée mais versatile, et après deux ans, Poletti rompt cette relation. Leonora Duse tombera alors dans une dépression.Ce qui est arrivé à Lina Poletti après la fin de sa liaison avec Leonora Duse est mal connu.
Elle est revenue à Ravenne et a commencé à écrire. De 1918 à 1958, Poletti était en couple avec la comtesse Eugenia Rasponi (it), une femme noble et ardente féministe. Poletti et Rasponi ont d'abord vécu ensemble au Palazzo Rasponi Murat, mais après avoir accueilli le congrès du CNDI (Consiglio Nazionale delle Donne Italiane) au palais en 1921, elles ont décidé de déménager à Rome. 
À Rome, elles vivent via Giovanni Battista Morgagni et s'impliquent dans plusieurs salons intellectuels. Elles ont assisté à des réunions théosophiques et philosophiques et ont voyagé à travers l'Europe et l'Asie pour répondre à leurs questions existentielles. Elles ont organisé des séminaires pour Jiddu Krishnamurti, un philosophe antifasciste, qui a été l'un des premiers à introduire le bouddhisme en Italie. Poletti est incapable d'écrire pendant les vingt années de fascisme en Italie, car elles sont constamment sous le contrôle des autorités et leur domicile est souvent perquisitionné.
Après la mort d'Eugenia Rasponi en 1958, Lina Poletti poursuit son activité littéraire, continuant à traiter de l'émancipation tant dans ses œuvres que dans sa vie privée. Le décadentisme de Gabriele D'Annunzio et le classicisme de Giosuè Carducci influencent alors ses écrits poétiques.